# Induziomaro
Induziomaro (Gallia, ... – Gallia, 53 a.C.) è stato un principe gallo, capo della tribù germanico-gallica dei Treveri che nel 54-53 a.C.si oppose all'occupazione romana della Gallia da parte delle legioni di Gaio Giulio Cesare. Fu ucciso dalle truppe del legato cesariano Tito Labieno.

## Storia
Nel 54 a.C. Cesare tornò in Italia per ottemperare alle sue funzioni di proconsole nella Gallia Cisalpina e poi si recò nell'Illirico perché gli era stato riferito che i Pirusti sconfinavano nel territorio romano. Alla sola notizia che Cesare stava arruolando truppe e le stava concentrando in un luogo stabilito, i Pirusti gli inviarono ambasciatori per trovare un accordo col generale romano. Cesare, preso atto delle loro giustificazioni, si fece consegnare ostaggi e dichiarò loro di essere pronto a muovere guerra se non avessero ottemperato agli obblighi.
A questo punto tornò in Gallia presso l'esercito. Appena giunto, ispezionò tutti i quartieri d'inverno e le navi da guerra. Impartì quindi le istruzioni e ordinò alle truppe di concentrarsi a Porto Izio (forse Boulogne), da dove sapeva che il passaggio in Britannia era più conveniente, una traversata di circa trenta miglia dal continente. Lasciato lì il presidio che gli sembrava sufficiente, partì con quattro legioni e ottocento cavalieri per il paese dei Treveri, popolo che non partecipava alle assemblee e non obbediva agli ordini, e, si diceva, sollecitava l'intervento dei Germani transrenani. I Treveri possedevano una cavalleria che era la migliore di tutta la Gallia e una numerosa fanteria. Due erano gli uomini che a quel tempo si contendevano la supremazia su questo popolo: Induziomaro e Cingetorige. Quest'ultimo, appena seppe dell'arrivo di Cesare con le legioni, si recò da lui confermando la fedeltà, sua e dei suoi, agli impegni presi con il popolo romano e l'intenzione di non tradire l'amicizia. Induziomaro, invece, decise di raccogliere truppe, di far nascondere nella foresta delle Ardenne coloro che non potevano combattere e di prepararsi alla guerra. Ma dopo che numerosi capi dei Treveri, indotti dal prestigio di Cingetorige e spaventati dall'arrivo dell'esercito romano, si erano presentati a Cesare con richieste a titolo personale, dato che non potevano decidere per l'intero popolo, Induziomaro, temendo una generale defezione, mandò ambasciatori a Cesare per spiegargli che egli non si era presentato perché non aveva voluto lasciare il suo popolo, per meglio garantire la fedeltà della nazione e impedire che la plebe, approfittando dell'assenza di tutta la nobiltà, per imprudenza, venisse meno agli impegni assunti. In questo modo il popolo era sotto controllo e, se Cesare lo avesse permesso, egli sarebbe venuto all'accampamento e avrebbe affidato a lui se stesso e il proprio popolo.
Sebbene fosse consapevole che queste parole non erano vere, Cesare, per non essere costretto a passare l'estate nel paese dei Treveri, mentre tutto era già pronto per la spedizione in Britannia, ordinò a Induziomaro di presentarsi a lui con duecento ostaggi. Quando questi (tra cui lo stesso figlio di Induziomaro) gli furono consegnati, Cesare rassicurò il capo dei Treveri, esortandolo a mantener fede agli impegni presi. E comunque, convocati i capi di questo popolo, li fece mettere d'accordo a uno a uno con Cingetorige, sia per ricompensarlo, sia perché  riteneva importante favorire presso i Treveri la presa di potere di un uomo ben disposto verso Roma. Induziomaro accettò male questa riduzione della sua influenza, ragion per cui il suo risentimento verso i Romani e Cesare crebbe.
A questo punto Cesare tornò a Porto Izio e salpò per la sua seconda spedizione in Britannia. Una volta tornato in Gallia, nella seconda parte del 54 e nel 53 a.C. Cesare si trovò di fronte a una nuova rivolta, guidata da Ambiorige e Catuvolco del popolo degli Eburoni, che erano stati sobillati proprio da Induziomaro. E proprio costui, conscio del prestigio che si era guadagnato presso molti popoli e convinto che avrebbe trovato facilmente truppe di volontari se fosse uscito dal suo territorio, convocò l'assemblea armata dei Treveri, in cui dichiarò nemico pubblico Cingetorige, confiscandone i beni. Dichiarò poi davanti all'assemblea di essere stato chiamato dai Senoni, dai Carnuti e da altri popoli della Gallia, e che quindi si sarebbe diretto verso di loro, passando attraverso il territorio dei Remi, devastandolo, ma che prima avrebbe dato l'assalto all'accampamento del legato di Cesare Tito Labieno, che era però ben difeso e ben fortificato, e si trovava in una buona posizione strategica. Informato da Cingetorige e dai suoi parenti del discorso tenuto da Induziomaro, Labieno inviò messaggi ai popoli confinanti e richiamò da ogni parte truppe di cavalleria, ordinando il giorno in cui avrebbero dovuto puntualmente presentarsi. Nel frattempo, quasi ogni giorno Induziomaro si aggirava con la cavalleria presso l'accampamento romano per studiarne la posizione, per venire a colloquio e per incutere timore. I cavalieri bersagliavano il campo con proiettili dentro e Labieno dovette trattenere le truppe al coperto, cercando di dare l'impressione che fossero intimoriti dai ribelli.
Mentre Induziomaro continuava ad avvicinarsi al campo, Labieno fece entrare di nascosto in una sola notte tutti i cavalieri giunti su suo ordine. Intanto, come ormai era solito fare da giorni, Induziomaro si accostò al campo, trascorrendo là la maggior parte del giorno, mentre i cavalieri lanciavano giavellotti e, con parole ingiuriose, provocavano i Romani a battaglia. Non ottenendo alcuna risposta, però, all'imbrunire i ribelli si allontanarono in ordine sparso, in piccoli gruppi. Allora Labieno fece uscire all'improvviso tutti i cavalieri da due porte e ordinò espressamente che, dopo aver spaventato e messo in fuga la cavalleria nemica, tutti cercassero il solo Induziomaro e lo uccidessero, promettendo grandi ricompense a chi lo avesse ucciso. Mandò poi le coorti in appoggio alla cavalleria. Il suo piano riuscì e Induziomaro fu raggiunto e ucciso, mentre stava guadando un fiume: la sua testa fu portata all'accampamento. Mentre rientrava al campo, la cavalleria inseguì e uccise anche tutti i nemici che poteva. Informate dell'accaduto, le truppe degli Eburoni e dei Nervi, che si erano radunate, si dispersero.

## Fonti
- Cesare, De bello Gallico V

| Controllo di autorità | VIAF (EN) 168323427 · CERL cnp01280942 · GND (DE) 143447661 |